# Alcide Treille
Pour les articles homonymes, voir Treille (homonymie).
Alcide Treille est un homme politique français né le 8 décembre 1844 à Poitiers (Vienne) et décédé le 14 janvier 1922 à Alger (Algérie).
Docteur en médecine en 1869, installé à Constantine, il est conseiller général en 1879 et député de l'Algérie française de 1881 à 1889, siégeant au groupe de l'Union républicaine, puis sénateur de 1897 à 1906, inscrit au groupe de la Gauche démocratique.

## Sources
- « Alcide Treille », dans le Dictionnaire des parlementaires français (1889-1940), sous la direction de Jean Jolly, PUF, 1960 [détail de l’édition], Dictionnaire des parlementaires français, Presses universitaires de France